# جولیا لوئی درایفوس
جولیا اسکارلت الیزابت لوئیس درایفوس هال (به انگلیسی: Julia Scarlett Elizabeth  Louis-Dreyfus Hall؛ زادهٔ ۱۳ ژانویهٔ ۱۹۶۱) که بیشتر با عنوان جولیا لوئیس درایفوس (به انگلیسی: Julia Louis-Dreyfus) شناخته می‌شود، هنرپیشه، کمدین و تهیه‌کننده اهل ایالات متحده آمریکا است. وی از سال ۱۹۸۲ میلادی تاکنون مشغول فعالیت بوده‌است. او یکی از خوش‌آراسته‌ترین بازیگران تلویزیون است که رکورددار جایزه امی و جایزه انجمن بازیگران فیلم است.

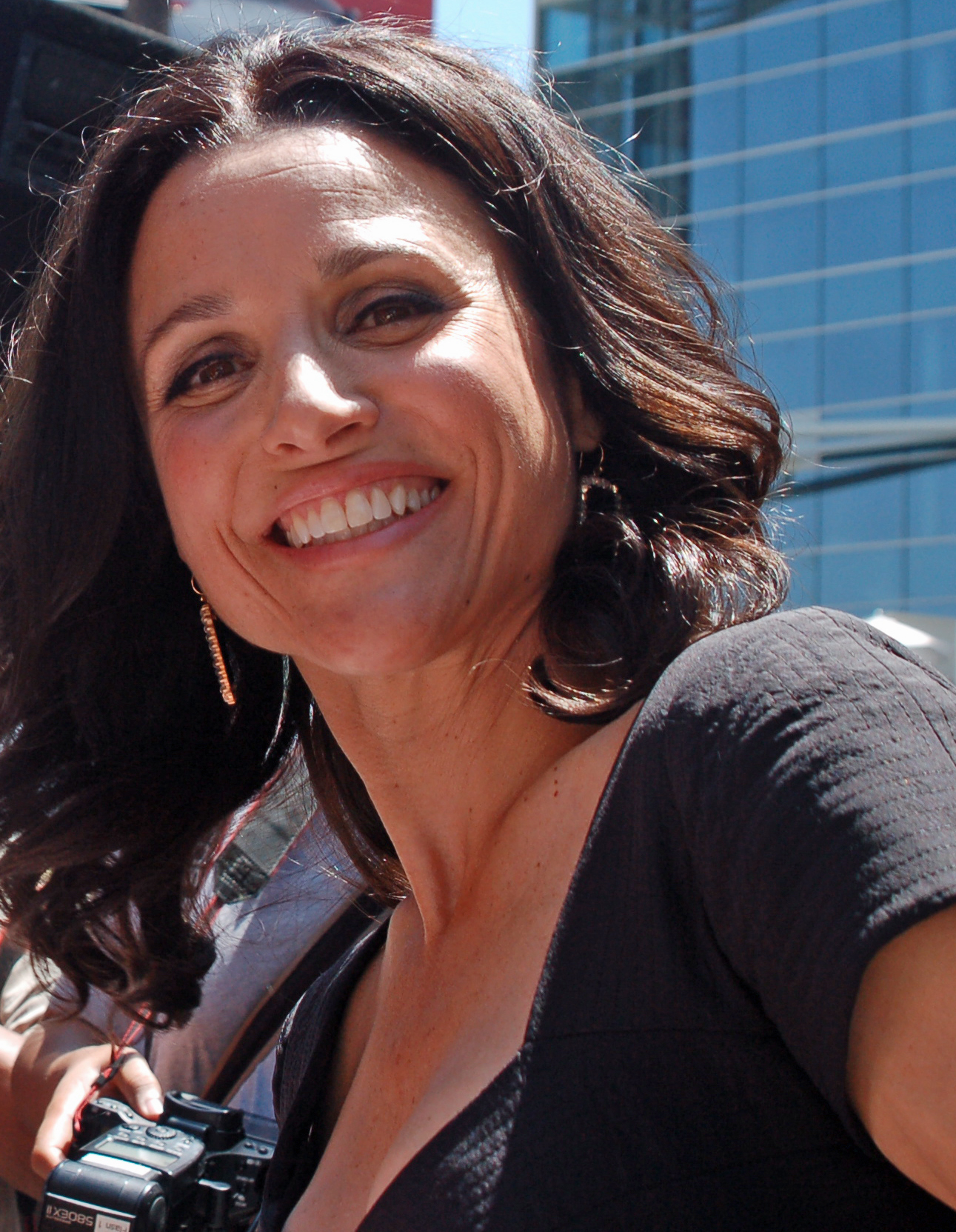
جولیا لوئیس درایفوس در مراسم رونمایی از ستاره‌اش در پیاده‌روی مشاهیر هالیوود مه ۲۰۱۰

جولیا لوئیس درایفوس تاکنون یازده جایزه امی دریافت کرده‌است، هشت جایزه برای بازیگری و سه جایزه برای تهیه‌کنندگی. وی همچنین یک جایزه گلدن گلوب، نه جایزه انجمن بازیگران فیلم، پنج جایزه کمدی و دو جایزه گزینش منتقدان دریافت کرده‌است. لوئیس درایفوس در سال ۲۰۱۰ ستاره‌ای در پیاده‌روی مشاهیر هالیوود دریافت کرد و در سال ۲۰۱۴ به تالار مشاهیر آکادمی تلویزیون راه یافت. در سال ۲۰۱۶، مجله تایم او را در لیست صد فرد بانفوذ در جهان معرفی کرد. او در سال ۲۰۱۸ توانست جایزه مارک تواین را دریافت کند که توسط مرکز کندی به عنوان بالاترین افتخار کمدی آمریکا معرفی شده‌است.

## اوایل زندگی
جولیا اسکارلت الیزابت لوئیس درایفوس هال در ۱۳ ژانویه ۱۹۶۱ در نیویورک سیتی زاده شد. مادر او، جودیت، که اصالتی آمریکایی دارد، نویسنده و معلم و پدرش، جرارد لوئیس درایفوس، متولد فرانسه، یهودی میلیاردری است که صاحب شرکت لوئیس درایفوس است. پدربزرگ پدری‌اش، پیتر لوئیس درایفوس، افسر سواره‌نظام و عضو مقاومت فرانسه در طول جنگ جهانی دوم بود. او همچنین نوه بزرگ لئوپولد لوئی درایفوس است که مجتمع کالاهای حمل‌ونقل فرانسه را تأسیس کرد. مادربزرگ پدری‌اش، از پدر و مادری یهودی با اصالت برزیلی و آمریکایی در آمریکا زاده شد که در سال ۱۹۴۰ به همراه پدر جولیا، از فرانسه به آمریکا نقل‌مکان کرد.
در سال ۱۹۶۲، یک‌سال پس از تولد جولیا لوئیس درایفوس، پدر و مادرش از یکدیگر جدا شدند. مادرش پس از نقل‌مکان به واشینگتن، دی.سی. با ال.تامپسون بونز، رئیس دانشکده پزشکی دانشگاه جورج واشنگتن، ازدواج کرد. لوئی درایفوس در ارتباط با کار ناپدری‌اش، کودکی خود را در چندین کشور و ایالت از جمله کلمبیا و تونس گذراند. او در سال ۱۹۷۹ از مدرسه هولتون-آرمس در بتزدا، مریلند فارغ‌التحصیل شد.
لوئیس درایفوس در دانشگاه نورث‌وسترن در اوانستون، ایلینوی تحصیل کرد. او در زمینه تئاتر تحصیل می‌کرد و در نمایش‌هایی که در دانشگاه اجرا می‌شد شرکت می‌کرد و پیش‌نویس نمایش‌های کمدی بود. او پیش از اینکه برای شرکت در پخش زنده شنبه شب دانشگاه را ترک کند، از دانشگاه نورث‌وسترن درجه دکترای افتخاری هنر را در سال ۲۰۰۷ دریافت کرد.

## زندگی شخصی

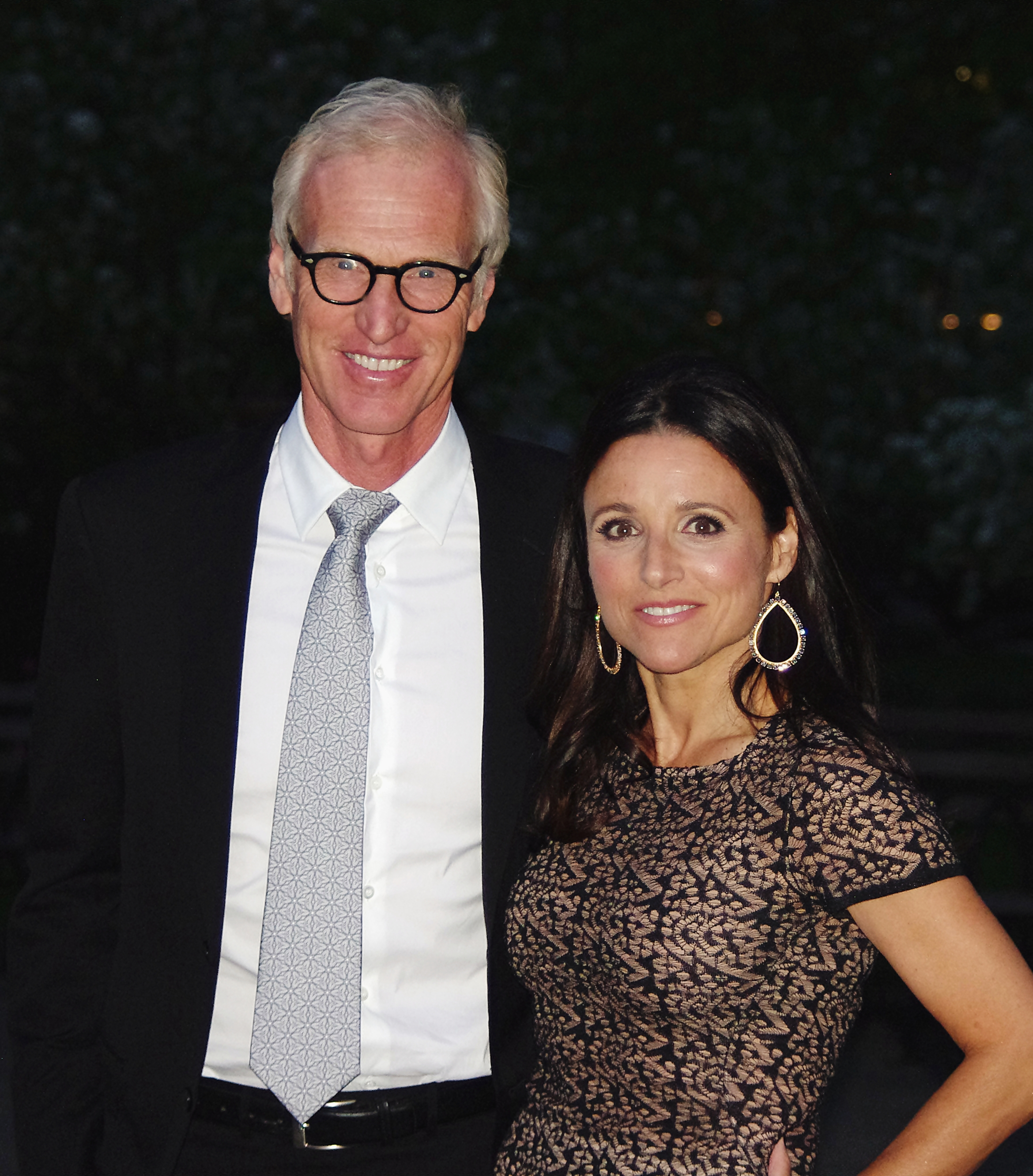
جولیا لوئیس درایفوس به همراه همسرش برد هال در جشنواره فیلم ترایبکا سال ۲۰۱۲

خواهر ناتنی مادری جولیا لوئی درایفوس، لورن بوولز، نیز بازیگر است. او همچنین از سوی پدرش، دو خواهر ناتنی به نام‌های اما و فیبی دارد که اما در سال ۲۰۱۸ درگذشت. رابرت لوئیس درایفوس که در سال ۲۰۰۹ درگذشت، پسرعمویش بود که صاحب سابق شرکت آدیداس بود.
لوئیس درایفوس با برد هال (کمدین)، در پخش زنده شنبه شب در سال ۱۹۸۷ آشنا شد و در همان سال با او ازدواج کرد. این زوج صاحب دو فرزند شده‌اند: هنری (زاده ۱۹۹۲) و چارلز (زاده ۱۹۹۷). هنری خواننده و ترانه‌سرا و چارلز عضو تیم بسکتبال دانشگاه نورث‌وسترن است.
جولیا لوئیس درایفوس در ۲۸ سپتامبر ۲۰۱۷ در حساب توئیتری خود اعلام کرد که به سرطان پستان مبتلا شده‌است. او در ۱۸ اکتبر ۲۰۱۸ در برنامه جیمی کیمل لایو! اعلام کرد که بهبودی کامل یافته‌است.

## فیلم‌شناسی

### سینما
| سال  | عنوان                      | نقش                     | یادداشت |
| ---- | -------------------------- | ----------------------- | ------- |
| ۱۹۸۶ | هانا و خواهرانش            | مری                     |         |
| ۱۹۸۹ | تعطیلات کریسمس نشنال لمپون | مارگو چستر              |         |
| ۱۹۹۳ | جک خرس                     | پگی انتیگر              |         |
| ۱۹۹۴ | شمال                       | مادر شمال               |         |
| ۱۹۹۷ | روز پدر                    | کری لارنس               |         |
| ۱۹۹۷ | هری ساختارشکن              | لزلی                    |         |
| ۱۹۹۸ | زندگی یک حشره              | شاهدخت آتا              | صداپیشه |
| ۲۰۱۳ | بحث کافیه                  | اوا                     |         |
| ۲۰۲۰ | به پیش                     | لورل لایت‌فوت            | صداپیشه |
| ۲۰۲۱ | بیوه سیاه                  | والنتینا الگرا د فانتین |         |
| ۲۰۲۳ | شما مردم                   |                         |         |

### تلویزیون
| سال              | عنوان                       | نقش                     | یادداشت                  |
| ---------------- | --------------------------- | ----------------------- | ------------------------ |
| ۱۹۸۲-۱۹۸۵        | پخش زنده شنبه شب            | شخصیت‌های مختلف          |                          |
| ۱۹۸۹-۱۹۹۸        | ساینفلد                     | ایلین بنس               |                          |
| ۱۹۹۹             | مزرعه حیوانات               | مولی                    | صداپیشه - تله‌فیلم        |
| ۲۰۰۰             | ژپتو                        | پری آبی                 | تله‌فیلم                  |
| ۲۰۰۰-۲۰۰۱، ۲۰۰۹  | زیاد ذوق‌زده نشو             | خودش                    |                          |
| ۲۰۰۱، ۲۰۰۷، ۲۰۰۸ | سیمپسون‌ها                   | گلوریا                  | صداپیشه                  |
| ۲۰۰۴-۲۰۰۵        | پرورش شکست‌خورده             | مگی                     |                          |
| ۲۰۰۶-۲۰۱۰        | ماجراهای جدید کریستین قدیمی | کریستین کمپل            | همچنین تهیه‌کننده         |
| ۲۰۱۲-۲۰۱۹        | معاون رئیس‌جمهور             | سلینا مایر              | همچنین مدیر اجرایی تولید |
| ۲۰۲۱             | فالکون و سرباز زمستان       | والنتینا الگرا د فانتین |                          |

## جوایز

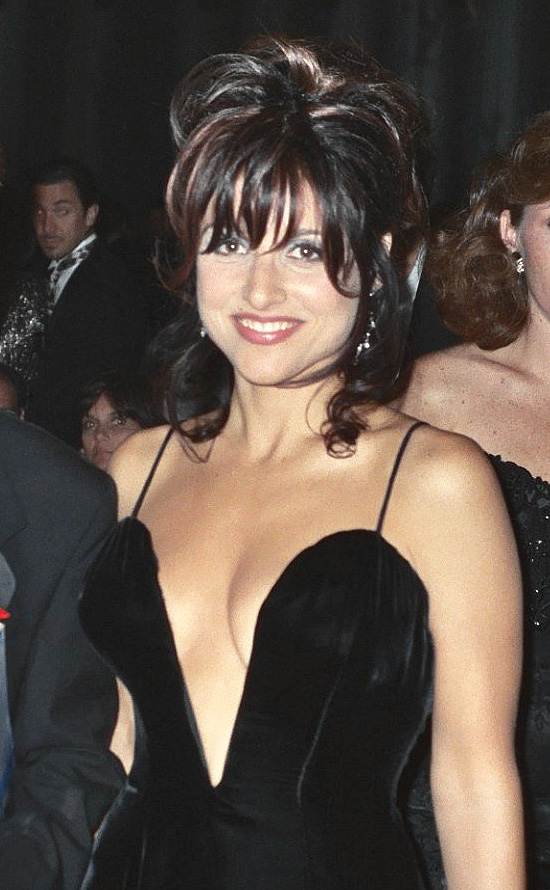
جولیا لوئی درایفوس در چهل و پنجمین دوره جوایز امی سال ۱۹۹۵

### جوایز کمدی
| سال  | دسته‌بندی                                     | کار              | نتیجه    |
| ---- | -------------------------------------------- | ---------------- | -------- |
| ۱۹۹۳ | کمدی‌ترین بازیگر زن در یک مجموعه تلویزیونی    | ساینفلد          | پیروز    |
| ۱۹۹۴ | کمدی‌ترین بازیگر زن در یک مجموعه تلویزیونی    | ساینفلد          | پیروز    |
| ۱۹۹۵ | کمدی‌ترین بازیگر زن در یک مجموعه تلویزیونی    | ساینفلد          | پیروز    |
| ۱۹۹۶ | کمدی‌ترین بازیگر زن در یک مجموعه تلویزیونی    | ساینفلد          | نامزدشده |
| ۱۹۹۷ | کمدی‌ترین بازیگر زن در یک مجموعه تلویزیونی    | ساینفلد          | پیروز    |
| ۱۹۹۸ | کمدی‌ترین بازیگر زن در یک مجموعه تلویزیونی    | ساینفلد          | پیروز    |
| ۱۹۹۹ | کمدی‌ترین بازیگر زن در یک مجموعه تلویزیونی    | ساینفلد          | نامزدشده |
| ۲۰۰۱ | کمدی‌ترین بازیگر زن مهمان در مجموعه تلویزیونی | زیاد ذوق‌زده نشو  | نامزدشده |
| ۲۰۱۴ | بهترین بازیگر زن کمدی - فیلم                 | بحث کافیه        | نامزدشده |
| ۲۰۱۴ | بهترین بازیگر زن کمدی - تلویزیون             | معاون رئیس جمهور | نامزدشده |

### جوایز گلدن گلوب
| سال  | دسته‌بندی                                                | کار                         | نتیجه    |
| ---- | ------------------------------------------------------- | --------------------------- | -------- |
| ۱۹۹۴ | بهترین بازیگر نقش زن برای سریال کوتاه یا فیلم تلویزیونی | ساینفلد                     | پیروز    |
| ۱۹۹۵ | بهترین بازیگر نقش زن برای سریال کوتاه یا فیلم تلویزیونی | ساینفلد                     | نامزدشده |
| ۲۰۰۷ | بهترین بازیگر زن مجموعه تلویزیونی موزیکال یا کمدی       | ماجراهای جدید کریستین قدیمی | نامزدشده |
| ۲۰۱۳ | بهترین بازیگر زن مجموعه تلویزیونی موزیکال یا کمدی       | معاون رئیس‌جمهور             | نامزدشده |
| ۲۰۱۴ | بهترین بازیگر زن - فیلم موزیکال یا کمدی                 | بحث کافیه                   | نامزدشده |
| ۲۰۱۴ | بهترین بازیگر زن مجموعه تلویزیونی موزیکال یا کمدی       | معاون رئیس‌جمهور             | نامزدشده |
| ۲۰۱۵ | بهترین بازیگر زن مجموعه تلویزیونی موزیکال یا کمدی       | معاون رئیس‌جمهور             | نامزدشده |
| ۲۰۱۶ | بهترین بازیگر زن مجموعه تلویزیونی موزیکال یا کمدی       | معاون رئیس‌جمهور             | نامزدشده |
| ۲۰۱۷ | بهترین بازیگر زن مجموعه تلویزیونی موزیکال یا کمدی       | معاون رئیس‌جمهور             | نامزدشده |

### جوایز امی
| سال  | دسته‌بندی                                           | کار                       | نتیجه    |
| ---- | -------------------------------------------------- | ------------------------- | -------- |
| ۱۹۹۲ | بهترین بازیگر نقش مکمل زن در مجموعه تلویزیونی کمدی | ساینفلد                   | نامزدشده |
| ۱۹۹۳ | بهترین بازیگر نقش مکمل زن در مجموعه تلویزیونی کمدی | ساینفلد                   | نامزدشده |
| ۱۹۹۴ | بهترین بازیگر نقش مکمل زن در مجموعه تلویزیونی کمدی | ساینفلد                   | نامزدشده |
| ۱۹۹۵ | بهترین بازیگر نقش مکمل زن در مجموعه تلویزیونی کمدی | ساینفلد                   | نامزدشده |
| ۱۹۹۶ | بهترین بازیگر نقش مکمل زن در مجموعه تلویزیونی کمدی | ساینفلد                   | پیروز    |
| ۱۹۹۷ | بهترین بازیگر نقش مکمل زن در مجموعه تلویزیونی کمدی | ساینفلد                   | نامزدشده |
| ۱۹۹۸ | بهترین بازیگر نقش مکمل زن در مجموعه تلویزیونی کمدی | ساینفلد                   | نامزدشده |
| ۲۰۰۶ | بهترین بازیگر نقش اول زن در مجموعه تلویزیونی کمدی  | ماجرای جدید کریستین قدیمی | پیروز    |
| ۲۰۰۷ | بهترین بازیگر نقش اول زن در مجموعه تلویزیونی کمدی  | ماجرای جدید کریستین قدیمی | نامزدشده |
| ۲۰۰۸ | بهترین بازیگر نقش اول زن در مجموعه تلویزیونی کمدی  | ماجرای جدید کریستین قدیمی | نامزدشده |
| ۲۰۰۹ | بهترین بازیگر نقش اول زن در مجموعه تلویزیونی کمدی  | ماجرای جدید کریستین قدیمی | نامزدشده |
| ۲۰۱۰ | بهترین بازیگر نقش اول زن در مجموعه تلویزیونی کمدی  | ماجرای جدید کریستین قدیمی | نامزدشده |
| ۲۰۱۲ | بهترین سریال کمدی (به عنوان تهیه‌کننده)             | معاون رئیس‌جمهور           | نامزدشده |
| ۲۰۱۲ | بهترین بازیگر نقش اول زن در مجموعه تلویزیونی کمدی  | معاون رئیس‌جمهور           | پیروز    |
| ۲۰۱۳ | بهترین سریال کمدی (به عنوان تهیه‌کننده)             | معاون رئیس‌جمهور           | نامزدشده |
| ۲۰۱۳ | بهترین بازیگر نقش اول زن در مجموعه تلویزیونی کمدی  | معاون رئیس‌جمهور           | پیروز    |
| ۲۰۱۴ | بهترین سریال کمدی (به عنوان تهیه‌کننده)             | معاون رئیس‌جمهور           | نامزدشده |
| ۲۰۱۴ | بهترین بازیگر نقش اول زن در مجموعه تلویزیونی کمدی  | معاون رئیس‌جمهور           | پیروز    |
| ۲۰۱۵ | بهترین سریال کمدی (به عنوان تهیه‌کننده)             | معاون رئیس‌جمهور           | پیروز    |
| ۲۰۱۵ | بهترین بازیگر نقش اول زن در مجموعه تلویزیونی کمدی  | معاون رئیس‌جمهور           | پیروز    |
| ۲۰۱۶ | بهترین سریال کمدی (به عنوان تهیه‌کننده)             | معاون رئیس‌جمهور           | پیروز    |
| ۲۰۱۶ | بهترین بازیگر نقش اول زن در مجموعه تلویزیونی کمدی  | معاون رئیس‌جمهور           | پیروز    |
| ۲۰۱۷ | بهترین سریال کمدی (به عنوان تهیه‌کننده)             | معاون رئیس‌جمهور           | پیروز    |
| ۲۰۱۷ | بهترین بازیگر نقش اول زن در مجموعه تلویزیونی کمدی  | معاون رئیس‌جمهور           | پیروز    |
| ۲۰۱۹ | بهترین سریال کمدی (به عنوان تهیه‌کننده)             | معاون رئیس‌جمهور           | نامزدشده |
| ۲۰۱۹ | بهترین بازیگر نقش اول زن در مجموعه تلویزیونی کمدی  | معاون رئیس‌جمهور           | نامزدشده |

### جوایز انجمن بازیگران فیلم
| سال  | دسته‌بندی                                     | کار                         | نتیجه    |
| ---- | -------------------------------------------- | --------------------------- | -------- |
| ۱۹۹۴ | بهترین بازیگر زن در مجموعه تلویزیونی کمدی    | ساینفلد                     | نامزدشده |
| ۱۹۹۴ | بهترین گروه بازیگری در مجموعه تلویزیونی کمدی | ساینفلد                     | پیروز    |
| ۱۹۹۵ | بهترین بازیگر زن در مجموعه تلویزیونی کمدی    | ساینفلد                     | نامزدشده |
| ۱۹۹۵ | بهترین گروه بازیگری در مجموعه تلویزیونی کمدی | ساینفلد                     | نامزدشده |
| ۱۹۹۶ | بهترین بازیگر زن در مجموعه تلویزیونی کمدی    | ساینفلد                     | پیروز    |
| ۱۹۹۶ | بهترین گروه بازیگری در مجموعه تلویزیونی کمدی | ساینفلد                     | پیروز    |
| ۱۹۹۷ | بهترین بازیگر زن در مجموعه تلویزیونی کمدی    | ساینفلد                     | پیروز    |
| ۱۹۹۷ | بهترین گروه بازیگری در مجموعه تلویزیونی کمدی | ساینفلد                     | پیروز    |
| ۱۹۹۸ | بهترین بازیگر زن در مجموعه تلویزیونی کمدی    | ساینفلد                     | نامزدشده |
| ۲۰۰۶ | بهترین بازیگر زن در مجموعه تلویزیونی کمدی    | ماجراهای جدید کریستین قدیمی | نامزدشده |
| ۲۰۰۹ | بهترین بازیگر زن در مجموعه تلویزیونی کمدی    | ماجراهای جدید کریستین قدیمی | نامزدشده |
| ۲۰۱۳ | بهترین بازیگر زن در مجموعه تلویزیونی کمدی    | معاون رئیس جمهور            | پیروز    |
| ۲۰۱۳ | بهترین گروه بازیگری در مجموعه تلویزیونی کمدی | معاون رئیس جمهور            | نامزدشده |
| ۲۰۱۴ | بهترین بازیگر زن در مجموعه تلویزیونی کمدی    | معاون رئیس جمهور            | نامزدشده |
| ۲۰۱۴ | بهترین گروه بازیگری در مجموعه تلویزیونی کمدی | معاون رئیس جمهور            | نامزدشده |
| ۲۰۱۵ | بهترین بازیگر زن در مجموعه تلویزیونی کمدی    | معاون رئیس جمهور            | نامزدشده |
| ۲۰۱۵ | بهترین گروه بازیگری در مجموعه تلویزیونی کمدی | معاون رئیس جمهور            | نامزدشده |
| ۲۰۱۶ | بهترین بازیگر زن در مجموعه تلویزیونی کمدی    | معاون رئیس جمهور            | پیروز    |
| ۲۰۱۶ | بهترین گروه بازیگری در مجموعه تلویزیونی کمدی | معاون رئیس جمهور            | نامزدشده |
| ۲۰۱۷ | بهترین بازیگر زن در مجموعه تلویزیونی کمدی    | معاون رئیس جمهور            | پیروز    |
| ۲۰۱۷ | بهترین گروه بازیگری در مجموعه تلویزیونی کمدی | معاون رئیس جمهور            | پیروز    |

### جوایز گزینش منتقدان تلویزیون
| سال  | دسته‌بندی                           | کار              | نتیجه    |
| ---- | ---------------------------------- | ---------------- | -------- |
| ۲۰۱۲ | دستاوردهای برجسته فردی بازیگر کمدی | معاون رئیس جمهور | نامزدشده |
| ۲۰۱۳ | دستاوردهای برجسته فردی بازیگر کمدی | معاون رئیس جمهور | نامزدشده |
| ۲۰۱۴ | دستاوردهای برجسته فردی بازیگر کمدی | معاون رئیس جمهور | پیروز    |
| ۲۰۱۵ | دستاوردهای برجسته فردی بازیگر کمدی | معاون رئیس جمهور | نامزدشده |
| ۲۰۱۶ | دستاوردهای برجسته فردی بازیگر کمدی | معاون رئیس جمهور | نامزدشده |
| ۲۰۱۷ | دستاوردهای برجسته فردی بازیگر کمدی | معاون رئیس جمهور | نامزدشده |
| ۲۰۱۹ | دستاوردهای برجسته فردی بازیگر کمدی | معاون رئیس جمهور | نامزدشده |

### جوایز گزینش منتقدان فیلم
| سال  | دسته‌بندی                                  | کار              | نتیجه    |
| ---- | ----------------------------------------- | ---------------- | -------- |
| ۲۰۱۲ | بهترین بازیگر زن در مجموعه تلویزیونی کمدی | معاون رئیس جمهور | نامزدشده |
| ۲۰۱۳ | بهترین بازیگر زن در مجموعه تلویزیونی کمدی | معاون رئیس جمهور | پیروز    |
| ۲۰۱۴ | بهترین بازیگر نقش اول زن در فیلم کمدی     | بحث کافیه        | نامزدشده |
| ۲۰۱۴ | بهترین بازیگر زن در مجموعه تلویزیونی کمدی | معاون رئیس‌جمهور  | پیروز    |
| ۲۰۱۵ | بهترین بازیگر زن در مجموعه تلویزیونی کمدی | معاون رئیس‌جمهور  | نامزدشده |
| ۲۰۱۶ | بهترین بازیگر زن در مجموعه تلویزیونی کمدی | معاون رئیس‌جمهور  | نامزدشده |